# Juan de Quintanaortuño
Juan de Quintanaortuño, genannt Juan de Ortega, (* um 1080 in Quintanaortuño bei Burgos; † 2. Juni 1163 im heutigen San Juan de Ortega) war ein spanischer Brückenbauer und Heiliger. Er wurde in dem kleinen Dorf Quintanaortuño geboren und in einem Kloster erzogen. Nach seiner Priesterweihe trat er eine Wallfahrt nach Jerusalem an. Wie sein Lehrer Domingo García, heute als Santo Domingo bekannt, widmete er sich dem Bau von Kirchen, Herbergen, Wegen und vor allem Brücken, zum Beispiel erneuerte er in Logroño die Brücke über den Ebro.
Aus seiner Einsiedelei in den Oca-Bergen entstand mit dem Kloster San Juan de Ortega eine wichtige Station auf dem Jakobsweg. Königin Isabella die Katholische gab 1474 ein prachtvolles Grabmal für ihn in Auftrag. Es steht in der dortigen Klosterkirche und wird von Eheleuten aufgesucht, die sich einen Sohn wünschen.
Juan de Ortega ist Patron der Bauingenieure.

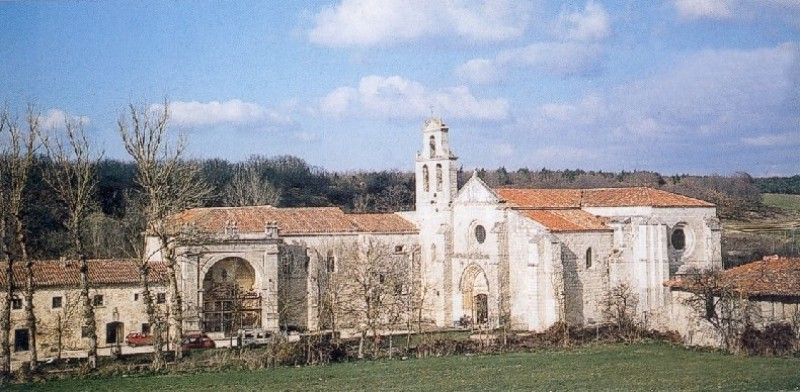
Kloster San Juan de Ortega

| Personendaten    | Personendaten                        |
| ---------------- | ------------------------------------ |
| NAME             | Juan de Quintanaortuño               |
| ALTERNATIVNAMEN  | Ortega, Juan de                      |
| KURZBESCHREIBUNG | spanischer Heiliger und Brückenbauer |
| GEBURTSDATUM     | um 1080                              |
| GEBURTSORT       | Quintanaortuño bei Burgos            |
| STERBEDATUM      | 2. Juni 1163                         |
| STERBEORT        | San Juan de Ortega                   |